# Diócesis de Selonia
La diócesis de Selonia (en latín: Dioecesis Seloniensis, en letón: Sēlijas bīskapija y en alemán: Bistum Selonien) fue una circunscripción eclesiástica de la Iglesia católica en Letonia. Fue suprimida en 1226. Se trataba de una diócesis latina, inmediatamente sujeta a la Santa Sede.

## Territorio y organización

Área habitada aproximada por las tribus bálticas alrededor de los siglos -, Selonia aparece como Sēļi

La diócesis extendía su jurisdicción sobre los fieles católicos de rito latino residentes en la región de Selonia (habitada por los selonianos, en el sureste de Letonia y noreste de Lituania), que se hallaba al sur del río Duina. Incluía también parte de las tierras de Upmale con el castillo de Mežotne en Semigalia oriental y el castillo de Babīte (castrum Babat) en las partes bajas del río Lielupe. Se sabe con certeza que la diócesis se extendía hasta el río Lielupe, cerca del lago Babīte; al este la frontera se extendía aproximadamente hasta la orilla izquierda del río Eglaine; al norte, el río Duina servía de frontera. No hay información sobre la frontera sur de la diócesis. Considerando que la parte más importante de la diócesis estaba situada en Semigalia, el obispo de Selonia fue llamado obispo de Semigalia (episcopus Semigallie o Semigallorum) en la Crónica de Enrique de Livonia.
La sede de la diócesis se encontraba inicialmente en la localidad de Selburg (en latín: Castrum Selonum) (actual Sēlpils), una ciudad que fue destruida por los suecos en 1704. La residencia del obispo se trasladó en 1225 a Mežotne, una villa en el actual municipio de Bauska.

## Historia
La diócesis fue erigida en la primera mitad del siglo XIII cuando, tras las llamadas Cruzadas bálticas, la región báltica se convirtió al cristianismo. Las cruzadas bálticas fueron emprendidas por los reyes católicos de Suecia y Dinamarca y las órdenes Teutónica y Livonia contra los pueblos paganos de la Europa nororiental y la cuenca del mar Báltico. 
En 1199 Albert von Buxthoeven fue nombrado por el arzobispo Hartwig II de Hamburgo-Bremen para cristianizar los países bálticos. Albert comenzó su tarea recorriendo el Sacro Imperio Romano Germánico, predicando una cruzada contra los países bálticos, y para ello contó con la ayuda de una bula papal que declaraba que luchar contra los paganos bálticos era del mismo rango que participar en una cruzada a Tierra Santa. Aunque desembarcó en la desembocadura del Duina en 1200 con sólo 23 barcos y 500 soldados, los esfuerzos del obispo aseguraron un flujo constante de reclutas. Los primeros cruzados solían llegar para luchar durante la primavera y regresaban a sus hogares en otoño. Para garantizar una presencia militar permanente, en 1202 se fundó la Orden de los Hermanos Livonios de la Espada.
En 1207 los cruzados, liderados por el obispo Albert, capturaron Sēlpile en la orilla izquierda del río Duina, pero sólo pudieron establecerse allí gradualmente.
Albert von Buxthoeven, obispo de Riga, erigió la diócesis de Selonia como diócesis misionera en 1218. Nombró como su obispo a uno de los cruzados más influyentes, el cisterciense Bernhard von Lippe, abad de la abadía de Daugavgrīva (en alemán Dünamünde). El papa Honorio III confirmó la erección y sus límites el 25 de octubre de 1219.
En el verano de 1219, el obispo de Selonia intentó trasladar su residencia de Sēlpils a Mežotne, pero debido a un ataque semigaliano, esto fracasó y se construyó el castillo de Babīte en la margen derecha del río Lielupe (actual Egļuciems en la parroquia de Babīte). Es probable que Bernhard von Lippe y los monjes de su capítulo residieran principalmente en Riga, en donde tenían una casa separada reservada para sus necesidades.
Después de la muerte del obispo Bernhard von Lippe el 30 de abril de 1224, Albert, violando su derecho a nombrar sólo al primer obispo, nombró a Lambert como nuevo obispo en el verano de 1225.
La residencia del obispo se trasladó a Mežotne en 1225. Al resolver una disputa entre Riga y el obispo de Selonia sobre la región de Babīte, que estaba ubicada entre los ríos Duina y Lielupe, el legado papal Guillermo de Módena determinó los límites de las diócesis de Riga y Selonia en diciembre de 1225: la región de Babīte estaba dentro de los límites de la región de Riga, desde Gāte hasta el mar la frontera corría a lo largo de la línea media del Lielupe, de modo que el lado derecho del río y la orilla derecha estaban en posesión de la ciudad de Riga, el lado izquierdo y la orilla izquierda, en posesión del obispo de Selonia.
En agosto de 1225, durante las negociaciones entre el legado papal Guillermo de Módena y el rey semigaliano Viestards, este último aceptó la predicación de la fe católica en toda Semigalia. Albert, con el consentimiento de Guillermo, separó a Selonia de la sede de Mežotne el 21 de marzo de 1226, a la que Lambert renunció. Posteriormente, Selonia fue anexada a la diócesis de Riga, pero a Lambert se le entregaron las regiones no conquistadas de Semigalia, y allí se estableció la diócesis de Semigalia. Los ingresos de Selonia quedaron por el momento en manos de Lambert. Este acto puso fin a la existencia de la diócesis de Selonia.
La última vez que se mencionó la diócesis de Selonia fue en la investigación del papa Clemente V en 1312 sobre la Orden Teutónica después de la disolución de la Orden Templaria, que fue culpada por los lituanos, entre otras cosas, de perder las diócesis de Selonia y Ruthenia (Polotsk) (en latín: Czelouensis videlicet et Rutheniensis ecclesie conssitentes in regno predicto), alejándolas de la Iglesia católica.

## Episcopologio
- Bernhard von Lippe, O.Cist. † (1217-30 de abril de 1224 falleció)
  - Lambert † (antes de agosto de 1225-1226 nombrado obispo de Semigalia) (no recibió confirmación papal)